# نیسان لیوینیا جنیس
نیسان لیوینیا جنیس (Nissan Livina Geniss) خودرویی است که از سال ۲۰۰۶ تاکنون در اندونزی، کوالالامپور، مالزی و جمهوری چین تولید شده‌است.
این خودرو در کلاس کامپکت ام‌پی‌وی قرار گرفته، طول آن در حالت طبیعی ۴٬۱۸۰ میلی‌متر (۱۶۴٫۶ اینچ)، عرض آن در حالت طبیعی ۱٬۶۹۰ میلیمتر (۶۶٫۵ اینچ) و ارتفاع آن در حالت طبیعی ۱٬۵۹۰ میلیمتر (۶۲٫۶ اینچ) و وزن آن در حالت طبیعی ۱٬۱۱۷ کیلوگرم (۲٬۴۶۳ پوند) است.
موتور آن Livina XR/ X-Gear
۱۵۰۰
۱۶۰۰
G. Livina
۱۵۰۰
۱۶۰۰
۱۸۰۰ سی‌سی سیستم جعبه‌دندهٔ آن ۵ دنده به دو صورت خودکار و دستی است.